# La Romaine (Francia)
La Romaine es una comuna nueva francesa situada en el departamento de Alto Saona, de la región de Borgoña-Franco Condado.

## Historia
Fue creada el 1 de enero de 2016, en aplicación de una resolución del prefecto de Alto Saona de 24 de julio de 2015 con la unión de las comunas de Greucourt, Le Pont-de-Planches y Vezet, pasando a estar el ayuntamiento en la antigua comuna de Le Pont-de-Planches.

## Demografía
| Gráfica de evolución demográfica de La Romaine entre 1800 y 2013 |
|                                                                  |

Los datos entre 1800 y 2013 son el resultado de sumar los parciales de las tres comunas que forman la nueva comuna de La Romaine, cuyos datos se han cogido de 1800 a 1999, para las comunas de Greucourt, Le Pont-de-Planches y Vezet de la página francesa EHESS/Cassini. Los demás datos se han cogido de la página del INSEE.

## Composición
| Comuna delegada     | Código INSEE | Población (2013) | Superficie (km²) | Densidad (hab./km²) |
| ------------------- | ------------ | ---------------- | ---------------- | ------------------- |
| Greucourt           | 70281        | 77               | 2.68             | 29                  |
| Le Pont-de-Planches | 70418        | 202              | 6.88             | 29                  |
| Vezet               | 70551        | 188              | 11.66            | 16                  |